# Sulayman Ibn Abd Allah al-Kamil
Sulaymān, de son nom complet Sulaymān Ibn ʿAbd Allāh al-Kāmil (en arabe : سُلَيْمَانُ بْنُ عَبْدِ اللَّهِ الْكَامِلُ), dit parfois Sidi Sliman ou Moulay Slimane né en 730 à La Mecque, est le fils de l'arrière petit-fils du calife Ali et de Fatima, fille de Mahomet, ayant vécu au VIIIe siècle. Il aurait été gouverneur de la ville de Tlemcen, il donne son nom à la dynastie des Sulaymanides, dans le nord-ouest de l'actuelle Algérie.

## Biographie
Sulayman Ibn Abd Allah al-Kamil (en arabe : سُلَيْمَانُ بْنُ عَبْدِ اللَّهِ الْكَامِلُ)  dit Sûlayman Ier de Tlemcen (en arabe : سِلَيْمَانُ الْأَوَّلُ بِتِلِمْسَانْ) est le frère d'Idrîs Ibn Abd Allâh, fils de l'arrière petit-fils du calife Ali et de Fatima, fille de Mahomet. Il est né probablement vers 730 et serait mort lors de la bataille de Fakh en juin 786.
Selon Ibn Khaldoun, il serait parvenu à Tlemcen après l'assassinat de son frère Idrīs I en 791 et en aurait pris le contrôle. Mais selon Ibn Idhari et Al-Bakri, il se serait installé à Tlemcen du vivant de son frère et sans doute avec son approbation. C'est la version que retiennent les historiens Philippe Sénac et Patrice Cressier qui indiquent que Sulaymān a été gouverneur de Tlemcen entre 786 et 813. Abed mentionne également que ce dernier s'installe dans la région et devient émir de cette ville, et il le fut jusqu'à sa mort à Tlemcen où il est enterré à Aïn El Hout. Cependant, selon d'autres auteurs arabes anciens, il n'aurait pas échappé au massacre de Fakh et serait mort en juin 786.
Face à ces contradictions, l'historien Daniel Eustache se risque à conjecturer que Sulaymān se serait rendu à Tlemcen avant la bataille de Fakh puis serait reparti en Orient. Là, il aurait vanté les mérites de la ville à son fils Muḥammad. Il aurait été tué lors de la bataille en 786, puis son fils serait à son tour venu dans cette ville, peut-être en même temps qu'Idrīs I.
Quoi qu'il en soit, il donne son nom à la dynastie des Sulaymanides, dans le nord-ouest de l'actuelle Algérie, étant le père de Muḥammad qui gouverne déjà la région en 806.